# Cerdistus claripes
Cerdistus claripes là một loài ruồi trong họ Asilidae. Cerdistus claripes được White miêu tả năm 1918. Loài này phân bố ở miền Australasia.